# Goldenes Kalb

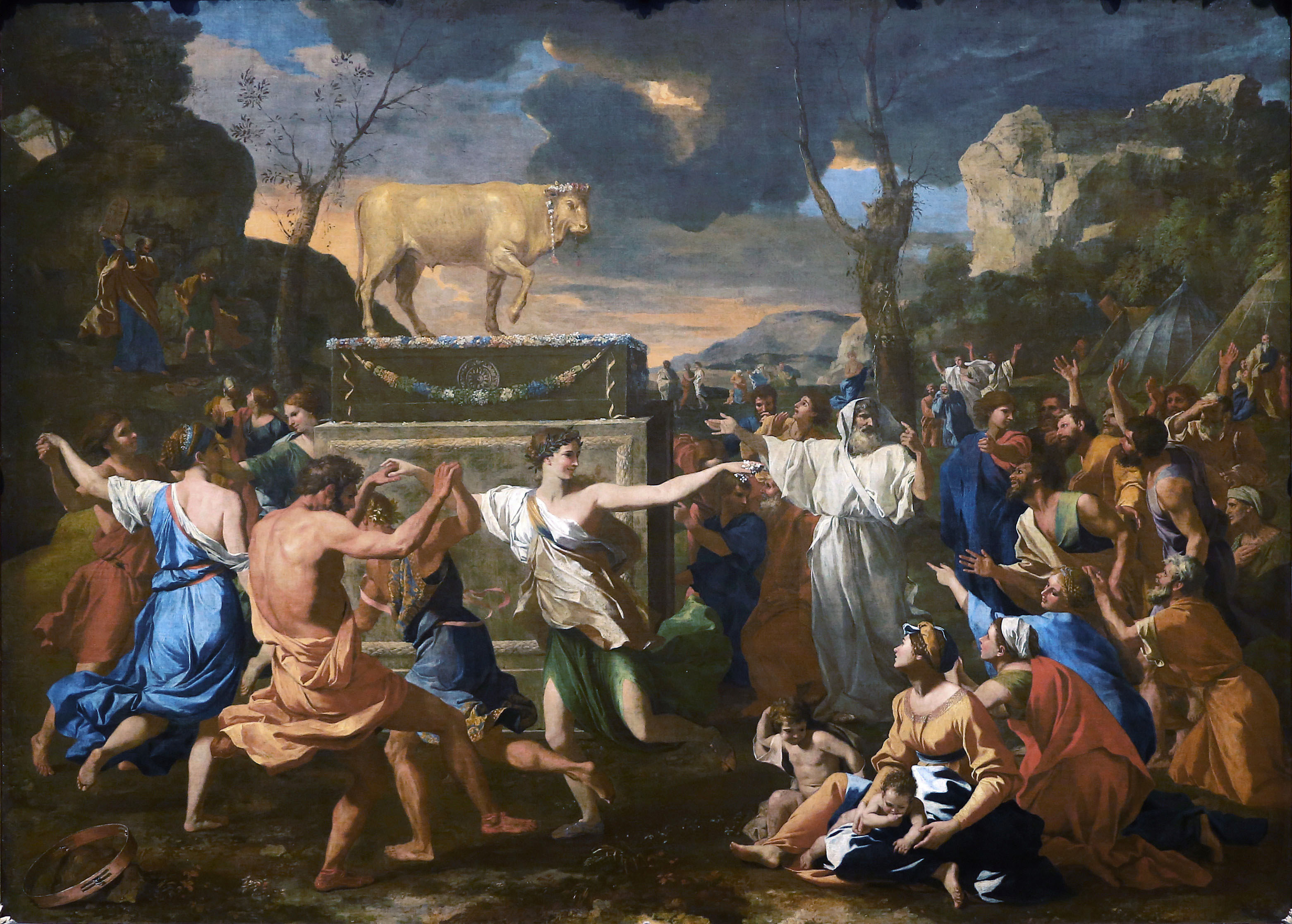
Nicolas Poussin: Die Anbetung des Goldenen Kalbes (1633–1634)

Das Goldene Kalb (hebräisch עֵגֶל הַזָּהָב ‘ēgel hazzāhāv; wörtlich „goldener Stier“) war nach dem Buch Exodus (Ex 32,1–29 ) der Bibel ein Kultbild, das die Israeliten nach ihrem Auszug aus Ägypten schufen, während ihr Gott JHWH ihrem Anführer Mose auf dem Berg Sinai die Tora offenbarte. Die fiktive Erzählung repräsentiert exemplarisch das Problem des Götzendienstes, das die ganze Bibel durchzieht. Sie ist eine narrative Form der biblischen Religionskritik, mit der JHWH, der Befreier Israels, sich fortlaufend von selbstgemachten Gottesbildern der von ihm erwählten Menschen unterscheidet.
Die Erzählung geht auf die Kritik biblischer Propheten des frühen 8. Jahrhunderts v. Chr. an Kultbildern vor JHWH-Heiligtümern im Nordreich Israel zurück. Diese Kultbilder sollten die Gegenwart und Wirkungsmacht JHWHs nach Art der altorientalischen Umwelt darstellen, machten den Exodusgott so aber mit nichtisraelitischen Fruchtbarkeitsgöttern verwechselbar. Das exilisch-nachexilische Deuteronomistische Geschichtswerk machte diese Stierkultbilder (1 Kön 12,28–30 ) als sprichwörtliche „Sünde Jerobeams“ (1 Kön 13,34  und öfter) nachträglich für den Untergang des Nordreichs (722 v. Chr.) verantwortlich. Die Ätiologie von Ex 32 erklärt diesen Untergang aus der Abkehr des erwählten Volkes vom befreienden Gott JHWH und seiner Tora. Sie setzt den in ganz Israel durchgesetzten JHWH-Monotheismus voraus und warnt alle Israeliten dauerhaft davor, diesen Gott zu verlassen.

## Inhalt

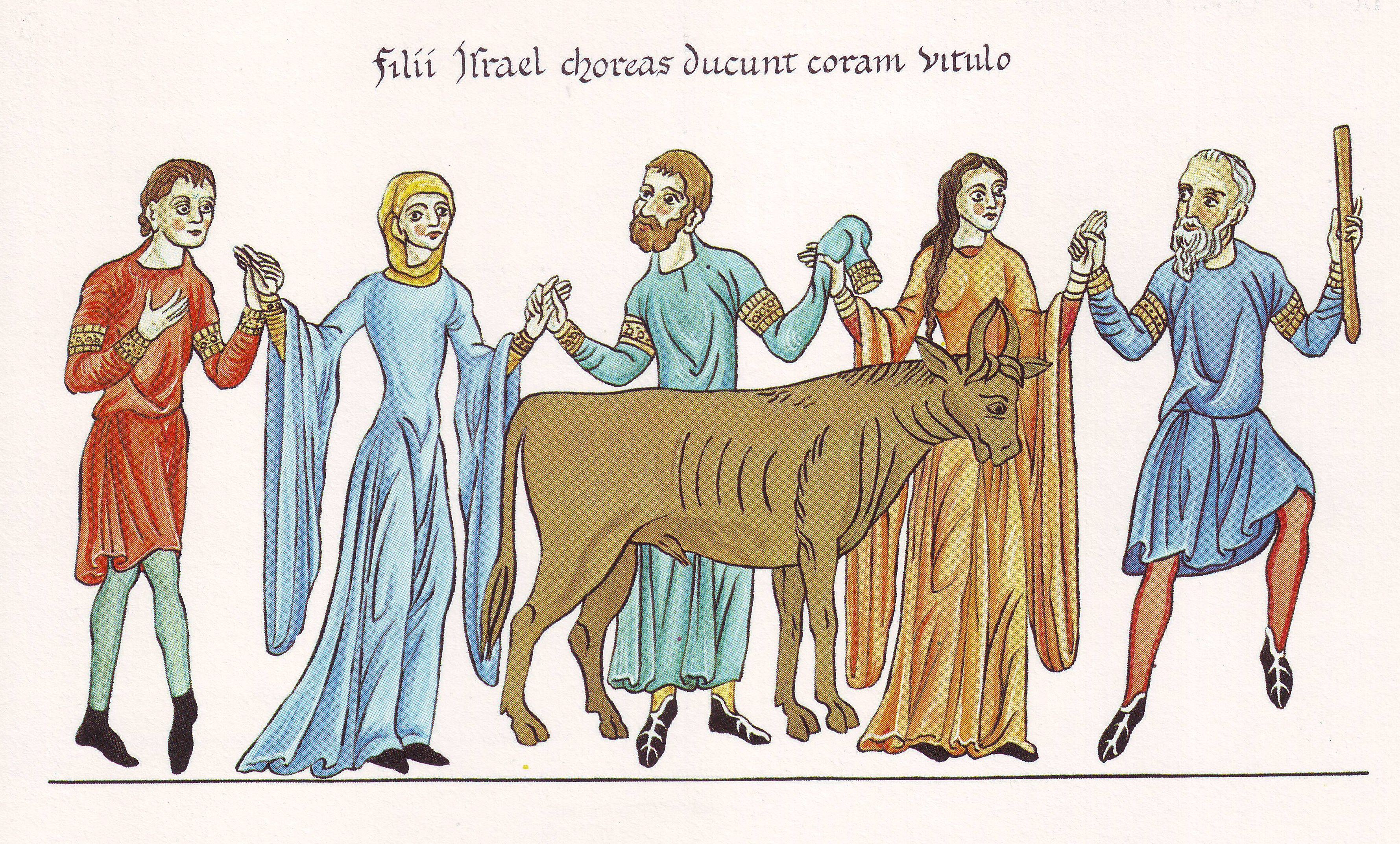
Der Tanz um das Goldene Kalb – Darstellung aus dem Hortus Deliciarum der Herrad von Landsberg (um 1180)

Die Erzählung Ex 32  spielt am Fuß des Berges Sinai, den Mose zuvor bestiegen hat, um von JHWH die Gebotstafeln zu erhalten und sie dann dem Volk zu bringen (Ex 31,18 ). Als Mose eine Zeit lang nicht zurückkehrt, versammelt sich die Volksmenge um seinen Bruder Aaron, den gottgeweihten Stammvater aller israelitischen Priester (Ex 28–29), der Mose während seiner Abwesenheit vertritt. Das Volk fordert Aaron auf, „Götter“ zu machen, „die vor uns herziehen“: Denn „dieser Mose, der Mann, der uns aus dem Land Ägypten heraufgeführt hat – wir wissen nicht, was mit ihm geschehen ist“. Mit Mose fehlt den Israeliten die Mittlerfigur zwischen JHWH und dem Volk und damit die Gewissheit von Gottes Führung, die sie in der vorangegangenen Wüstenwanderung bis hierher gebracht hat. Aus dieser Ungewissheit heraus wollen sie nun selbst aktiv werden und sich selbst ein Gottesbild schaffen, das gewährleistet, was JHWH bisher getan hat: Führung, Orientierung, religiöse Sicherheit. Das erwünschte Götterbild ist teuer: Aaron verlangt als Baumaterial allen Goldschmuck der Israeliten, worauf sie sich ihre Ringe von den Ohren reißen und sie ihm bringen. Nachdem daraus das neue Gottesbild, „ein gegossenes Kalb“, fertiggestellt ist, spricht die Menge: „Das sind deine Götter, Israel, die dich aus dem Land Ägypten heraufgeführt haben!“ Die Israeliten meinen also, mit dem Bau eines Stierbilds denselben Gott zu verehren, dem sie ihre Befreiung aus Ägyptens Sklaverei verdanken. Sie sehen ihr eigenes Werk nicht als Abfall von JHWH, sondern als dessen Anbetung. Demgemäß baut Aaron vor dem Stierbild einen Altar und kündigt ein Fest für JHWH an. Dieses wird am folgenden Tag mit Brandopfern, Essen, Trinken und Tanz gefeiert. Doch die bekenntnishafte Identifikation des selbstgemachten Götzen mit JHWH weckt dessen Zorn und beschwört sein Gericht herauf, zunächst als Rede an Mose: „Schon sind sie abgewichen von dem Weg, den ich ihnen geboten habe.“ Das benennt den fundamentalen Gegensatz des wahren zum falschen Gottesdienst: JHWH will durch Hören und Befolgen seiner Gebote (der Tora) geehrt werden. Obwohl die Anbetung des Goldenen Kalbes der bisherigen JHWH-Verehrung zum Verwechseln ähnelt, wurzelt sie nicht in JHWHs Willen, sondern im religiösen Eigenwillen des Volkes. Obwohl es eine ernsthafte, kosten- und opferreiche Anbetung JHWHs anzustreben schien, widerspricht es JHWHs Willen diametral: Denn unmittelbar nach JHWHs Selbstvorstellung im Dekalog und dem Fremdgötterverbot schließt das Bilderverbot (Ex 20,4–6 ) jegliche JHWH-Bilder aus. Die Erzählung urteilt also radikal: Der Bau des Goldenen Kalbes, der aus religiöser Ungewissheit und Zukunftssorge resultierte, verrät den befreienden Gott, verweigert das Hören auf JHWHs Willen und bricht sein Gebot. Das Kultbild ist manifester Ausdruck fehlenden Vertrauens in JHWHs guten Willen. Es überbietet die Zweifel an JHWHs Führung und die Sehnsucht zurück zu den „Fleischtöpfen Ägyptens“ in der Wüstenzeit (Ex 16,3): Diesmal koppelt sich das Volk vollständig vom geoffenbarten Willen JHWHs ab, nimmt das Erfüllen seiner religiösen Wünsche in die eigene Hand und ersetzt das Vertrauen auf JHWH durch einen Akt, der dieses Vertrauen faktisch verweigert.
Moses besänftigt Gottes Zorn, doch als er selbst zurückkehrt und die Tänze sieht, entbrennt sein Zorn. Er schleudert die Tafeln mit den Zehn Geboten weg, so dass sie zerbrechen, schmilzt das Kalb ein, zerstampft es zu Staub und streut diesen in Wasser und gibt das Gemisch den Israeliten zum Trinken. Dann befiehlt er, JHWHs Gegner zu töten:

„Mose trat in das Lagertor und sagte: Wer für den HERRN ist, her zu mir! Da sammelten sich alle Leviten um ihn. Er sagte zu ihnen: So spricht der HERR, der Gott Israels: Jeder lege sein Schwert an. Zieht durch das Lager von Tor zu Tor! Jeder erschlage seinen Bruder, seinen Freund, seinen Nachbarn. Die Leviten taten, was Mose gesagt hatte. Vom Volk fielen an jenem Tag gegen dreitausend Mann. Dann sagte Mose: Füllt heute eure Hände für den HERRN! Denn jeder ist gegen seinen Sohn und seinen Bruder vorgegangen, damit Segen auf euch komme.“

Die Erzählung vom Goldenen Kalb (Ex 32–34 ) steht zwischen den Anweisungen JHWHs für den Bau seines Heiligtums (Ex 25–31) und deren Ausführung (Ex 35–40). Sie ist literarisch als nachträglicher Einschub erkennbar. Sie stellt also den JHWH-Kult insgesamt unter das Vorzeichen einer scharfen Religionskritik. Der Bau des Goldenen Kalbes gilt als „Urszene des Götzendienstes“ in der Bibel, die die Ambivalenz von Religion überhaupt und die bleibende Bedeutung des JHWH-Glaubens als Kritik an der eigenen Religion und Religiosität veranschaulicht. Indem das Volk sich dem eigenen Werk als neuem Gott unterwirft, tritt das Kalb ihm als Fetisch, das Eigene als Götze gegenüber: „…der Mensch, der die Bilder, die er von Gott und der sichtbaren Welt entwirft, über sich herrschen lässt, zum Kult erhebt, verspielt seine Freiheit und wird zum Knecht seiner eigenen Bildwelten.“

## Historischer Hintergrund

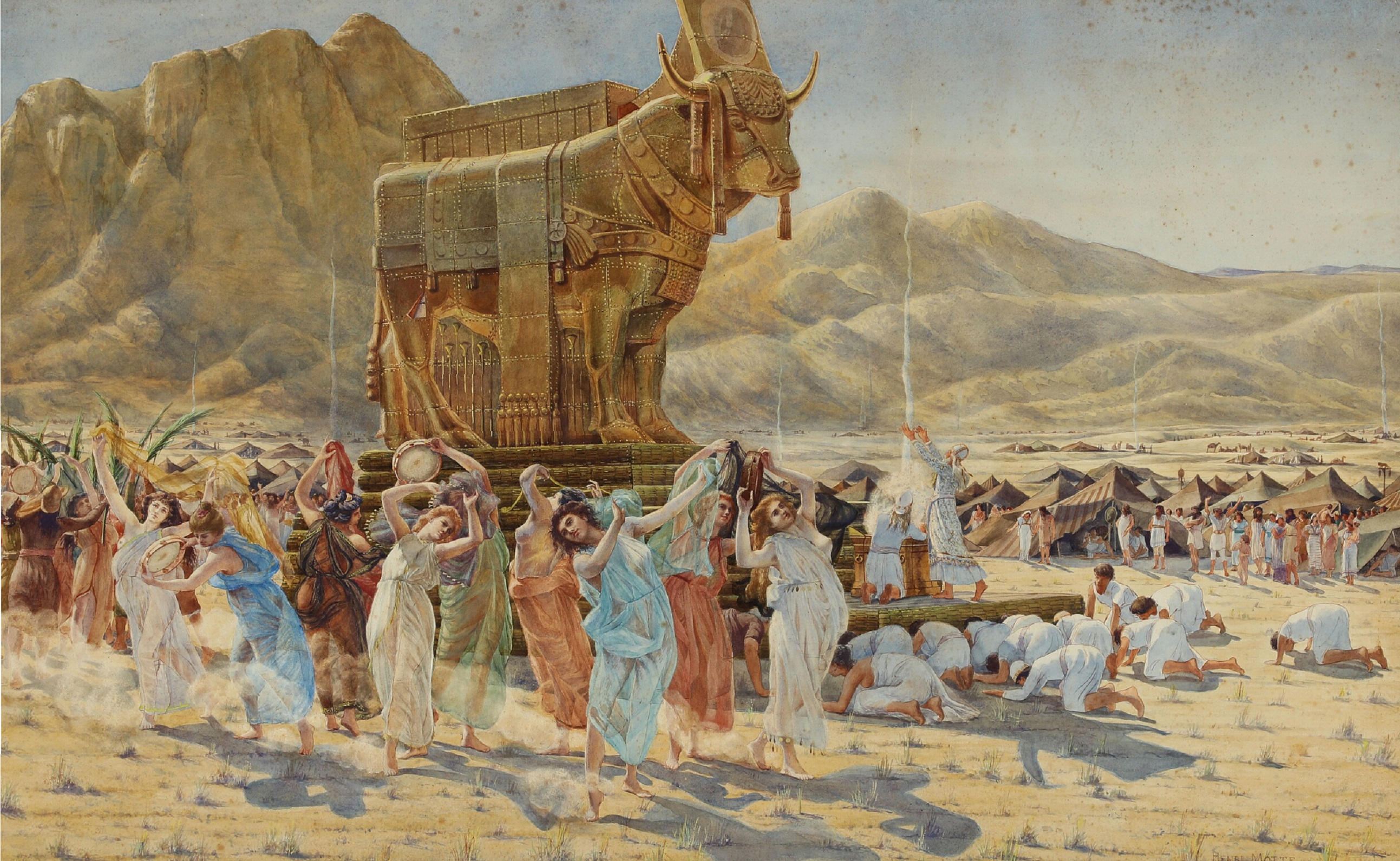
Henri-Paul Motte: Der Tanz der Israeliten ums Goldene Kalb (1899)

### Altorientalische Stierkulte
Stierbilder und Stierkulte waren in den Hochkulturen des Alten Orients verbreitet und sind durch zahlreiche archäologische Funde belegt. Der Stier verkörperte je nach Kontext Zeugungskraft, Fruchtbarkeit, Vitalität, Kampfkraft, Überlegenheit, Macht und Stärke. Im altägyptischen Apis-Kult wurden lebende Stiere als Gottheit verehrt. Die Hethiter verehrten einen Stier mit rituellen Handlungen, wie etwa eine Prunkvase und ein Relief im Palast in Alaca Höyük (15. Jahrhundert v. Chr.) zeigen. Ob der Stier die Gottheit direkt darstellt oder indirekt symbolisiert, ist ungeklärt. In Mesopotamien erscheint der Stier als Tragetier des Wettergottes Adad, so auf einer Basaltstele aus Arslan Tash (8. Jahrhundert v. Chr.). In Nordsyrien und Kanaan waren Stierskulpturen meist eine lokale Erscheinungsform des Fruchtbarkeitsgottes Baal.

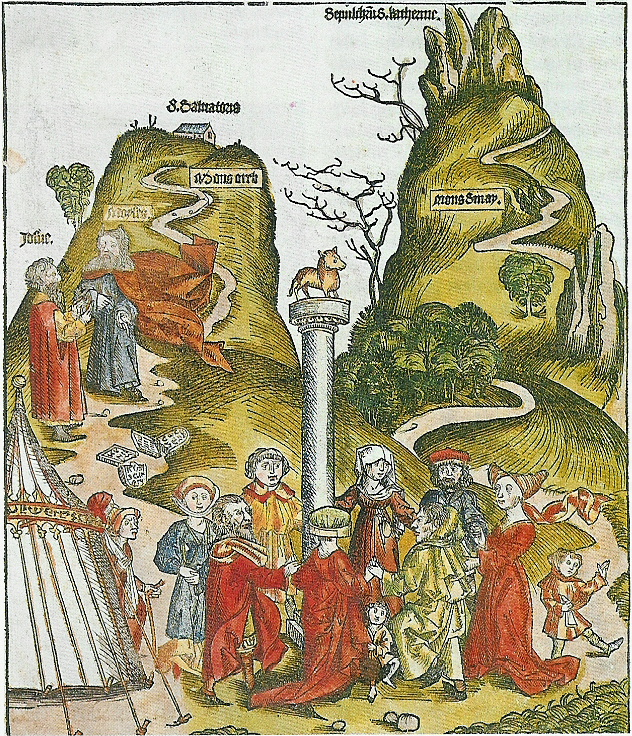
Darstellung aus der Schedelschen Weltchronik

### Übernahme im Nordreich Israel
Die Israeliten übernahmen im Zuge ihrer Sesshaftwerdung in Kanaan die Kultorte der Götter El und Baal und übertrugen deren Kompetenzen auf den Exodusgott JHWH. Vor den JHWH-Heiligtümern Bet-El und Dan (Tell al Kadi) im Nordreich Israel stand seit dem 9. Jahrhundert v. Chr. jeweils ein goldenes Stierbild. Seine genaue Funktion ist unklar, doch sollte es den Gott JHWH in den für Baal üblichen Formen vergegenwärtigen.
Nach 1 Kön 12,25–33  ließ der erste König des Nordreichs, Jerobeam I. (Regierungszeit 926–907 v. Chr.), die beiden Stierbilder als Kultbilder JHWHs aufstellen, um einen vom Jerusalemer Tempel unabhängigen Staatskult zu schaffen. Die JHWH-Bilder sollten die Israeliten laut Vers 28–30 an ihren früheren Auszug aus Ägypten erinnern. Somit kann Jerobeam die biblische Erzählung vom Goldenen Kalb nicht in ihrer heutigen Gestalt gekannt haben: „Hätte es ein solches Ereignis nämlich gegeben, hätte Jerobeam es nicht wagen können, erneut Stierbilder aufzustellen oder auch nur stehen zu lassen“ (Klaus Koenen).
722 v. Chr. eroberten die Assyrer das Nordreich, verschleppten seine Oberschicht und nahmen zumindest das Stierbild von Bethel mit. Das Stierbild von Dan kann schon Ben-Hadad I. von Damaskus (ca. 885 v. Chr.) mitgenommen haben. Etwa 100 Jahre später ließ der judäische König Joschija die beiden Kultstätten zerstören (2 Kön 23,15 ).

### Prophetische Kritik
Beim Propheten Hosea, der um 750 im Nordreich auftrat, findet sich die wohl früheste Kritik an JHWH-Kultbildern. In Hos 8,4–6  heißt es:

„Sie haben Könige gekürt, doch nicht von mir aus. Sie entfernten sie, und ich wusste es nicht. Ihr Silber und ihr Gold verwendeten sie für Götterbilder, damit es vernichtet wird. Verworfen ist dein Jungstier, Samaria. Mein Zorn ist gegen sie entbrannt. Wie lange sind sie unfähig zur Unschuld? Denn es ist von Israel, und ein Kunsthandwerker hat es gefertigt, und kein Gott ist es. Tatsächlich: Zu Splittern wird der Jungstier Samarias werden.“

Vers 4b wird hier mit den Masoreten auf das Verb „entfernen“ zurückgeführt und bezieht sich dann auf das Absetzen von Königen, meist durch ihre Ermordung, in der Historie des Nordreichs. Vers 6a weist im Kontext ganz Israel die Schuld an der Fertigung des Jungstiers zu und ähnelt sprachlich der Kultbildpolemik bei Deuterojesaja. Es kann daher ein späterer Eintrag sein. Ein „Jungstier Samarias“ ist in der Bibel sonst nirgends belegt, auch keine Polemik dagegen. Vers 6b meint daher eventuell ein Kultbild in Bethel, nicht in der Hauptstadt des Nordreichs. „Samaria“ stünde hier dann für das ganze Nordreich wie in der Anrede Vers 5. Die Erinnerung an ein weiteres Stierbild in Samaria kann auch mit dem Untergang des Nordreichs verloren gegangen sein.
Der Textabschnitt kritisiert die eigenmächtige Inthronisation und Beseitigung der Könige des Nordreichs analog zur Königskritik in Hos 7,3–7 . In diesem Kontext kritisiert Hosea auch die Einsetzung der Jungstierbilder, also den Staatskult des Nordreichs, als gegen JHWHs Willen gerichtetes eigenmächtiges Handeln. Die Deutung, sowohl Könige als auch Kultbilder seien Menschenwerk und daher verwerflich, beruht erst auf dem vermutlich nachexilischen Nachtrag in Vers 6. Tatsächlich geschah die Herstellung von Kultstatuen für den offiziellen Kult in Israel wie im Alten Orient auf Anordnung und unter Aufsicht des amtierenden Königs. Dieser konnte sein Königtum durch die Gegenwart einer Kultstatue als gottgewollt darstellen und so seine Herrschaft legitimieren und stabilisieren. Die angedrohte Zerstörung des Jungstiers traf somit im Kern die Religionspolitik der Nordreichkönige und entzog ihnen die theologische Legitimation. Bestritten wird damit die Legitimität der Riten, mit denen die Kultstatuen eingesetzt wurden, und deren Wirksamkeit, das Königtum zu schützen. Es handelt sich um eine fundamentale Staatskritik.
Hos 10,5–6  bestätigt das:

„Beim Jungstier von Bet-Awen suchen die Einwohner von Samaria Schutz – fürwahr, es trauerte sein Volk um ihn! Und seine Priester jubeln über seine Herrlichkeit – fürwahr: Er zog von ihm weg ins Exil! Auch er wird nach Assur gebracht, als Tribut für den Großkönig. Schande nimmt Ephraim auf sich, und Israel wird sich schämen wegen seines Ratschlags.“

### Textgeschichte
Die Geschichte vom Goldenen Kalb verwendet zur Bezeichnung des Tieres das hebräische Wort עֵגֶל (egel), das einen bis zu drei Jahre alten, kräftigen Jungstier bezeichnet. Das Wort hatte anfangs durchaus einen ehrenhaften, keinen verächtlichen Klang. Jedoch distanzierten sich die biblischen Autoren damit von der im Alten Orient üblichen Benennung des Kultbilds nach dem Gott, den es darstellte. Spätere Bibelübersetzer übersetzten das Wort egel als „Kalb“ oder „Kälbchen“, um die Stierkulte negativ zu werten und ihre Anhänger zu verspotten.
Die Erzählung vom Goldenen Kalb besteht aus zwei unterschiedlich alten Textschichten. Die ältere Textschicht (Ex 32,1–6 ) bewertet das Stierbild positiv und enthält noch keine Polemik dagegen. Denn sie schreibt dessen Bau ausgerechnet Aaron zu, der als Ahnherr der Priesterschaft in Bethel galt. Laut dieser Ursprungsversion diente das Stierbild nicht etwa dem Götzendienst, sondern sollte JHWH feiern (Ex 32,5 ). Darum entstand diese Stufe der Erzählung wahrscheinlich nach dem Aufstellen der Stierbilder durch Jerobeam im Nordreich. Sie sollte den dortigen JHWH-Kult in der Geschichte Israels verankern und als Staatskult legitimieren.
Mit dem Ende des Nordreichs und dem Verlust der Stierbilder war die Ursprungserzählung zur Stierverehrung im Nordreich überholt. Sie wurde im Südreich Juda negativ fortgeschrieben: Nun wurde die Verehrung des Goldenen Kalbes als schwere Sünde gegen JHWH und der Untergang des Nordreichs als sein Gericht dargestellt. Aus einer Ätiologie der Stierverehrung wurde so eine Ätiologie des Nordreich-Untergangs.
Diese Auffassung hat sich in der jüngeren, deuteronomistischen Textschicht (Ex 32,7–29 ) niedergeschlagen. Hier gab die judäische Theologenschule der Deuteronomisten der Erzählung ihre heutige Gestalt. Sie kritisierte die Aufstellung der Stierbilder als „Sünde Jerobeams“ und sah darin die Ursache für den Untergang des Nordreichs (2 Kön 10,29 ). Die Deuteronomisten stellten die JHWH-Verehrung mit den Stierbildern in Bethel und Dan aus zwei Gründen negativ dar: als Verstoß gegen das strenge Verbot aller JHWH-Bilder, wie es der Dekalog formuliert, und als Verstoß gegen die Zentralisierung der JHWH-Verehrung am Jerusalemer Tempel. Dort wurde JHWH von Anfang an nichtfigürlich dargestellt. Jedoch lag das Bilderverbot des Dekalogs (Ex 20,4 , Dtn 5,8 ) zur Zeit des Nordreichs Israel und seiner Stierbilder noch gar nicht vor, sondern wurde wahrscheinlich erst in der Zeit des Babylonischen Exils (586–539 v. Chr.) hinzugefügt. In der deuteronomistischen Fortschreibung wird das Nordreich Israel und sein Stierkult also auch aufgrund eines erst später entstandenen Gebots verurteilt.

## Rezeption

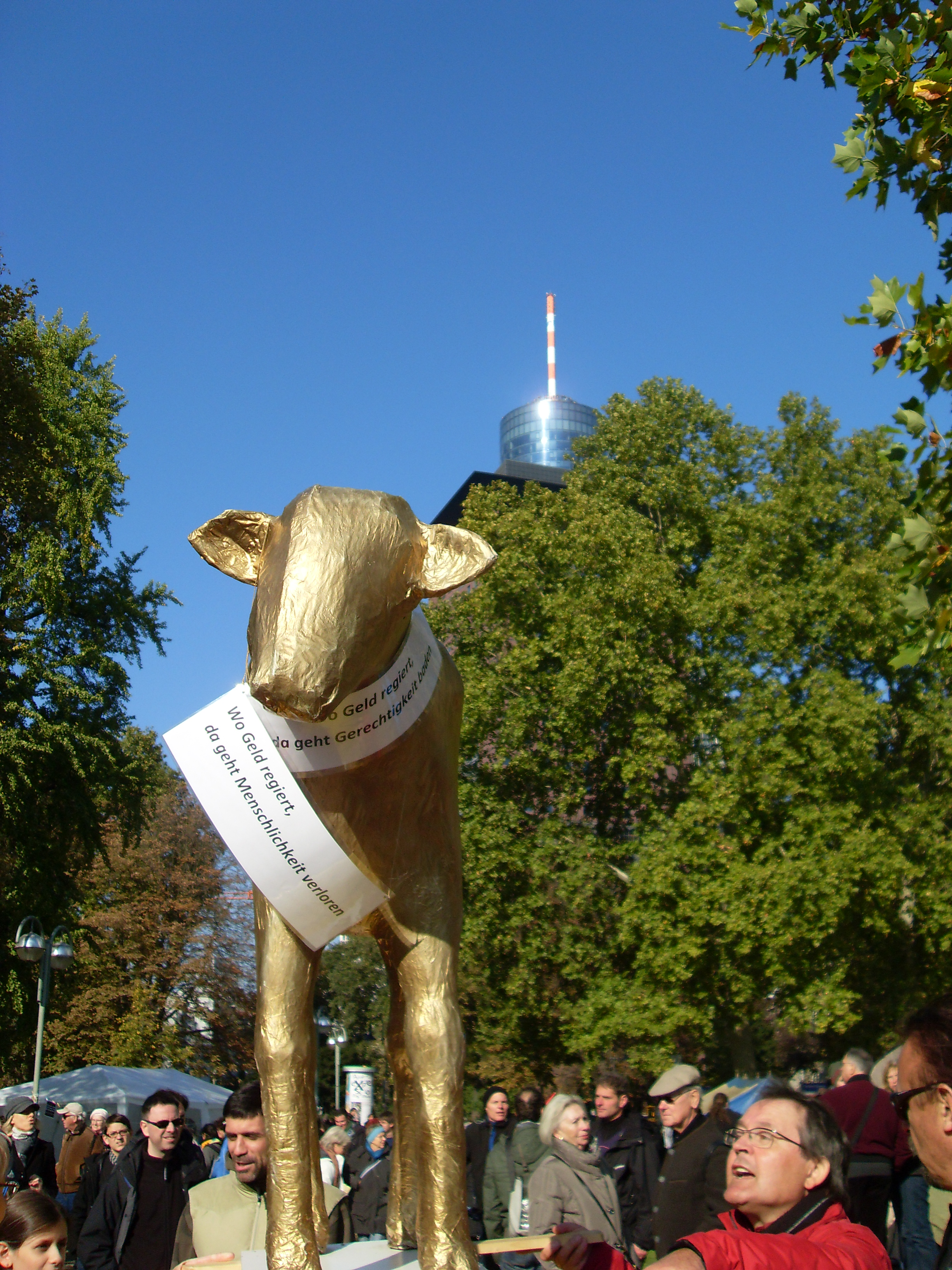
Goldenes Kalb bei der Occupydemonstration, Frankfurt 2011. Die Banderole lautet: „Wo Geld regiert, da geht Menschlichkeit verloren“.

### Neues Testament
Im Neuen Testament gilt das Goldene Kalb als Urbild des Sündenfalls (Apg 7,39–42 ). Paulus bezieht sich im 1. Korintherbrief (1 Kor 10,7–8 ) unter dem Oberbegriff des Götzendienstes auf die Überlieferung vom Goldenen Kalb.

### Frühes Christentum
In der Schriftauslegung der Kirchenväter fand die Geschichte vom Goldenen Kalb breite Aufnahme. Hierbei wurde das Goldene Kalb teils mit dem Teufel, teils aber auch mit dem Judentum gleichgesetzt. Der Barnabasbrief vertrat in diesem Zusammenhang eine Extremposition, da er das Geschehen um das Goldene Kalb als „Totalannullierung“ von Gottes Bund mit Israel interpretiert und dabei die Erneuerung der Gesetzestafeln und die Bestätigung des Bundes in Exodus 34 verschweigt.

### Mittelalter
Im Mittelalter musste sich die jüdische Interpretation mit der christlichen auseinandersetzen. Raschi betont in seinem Kommentar sowohl die Schwere der Sünde als auch die Macht der Reue und die Erneuerung des Bundes mit dem Schreiben der zweiten Tafeln. Andererseits vertrat der Kommentator Samuel ben Meir die Ansicht, dass die Sünde keinen Verrat darstellt, sondern nur, dass die Israeliten sich irrten, als sie dachten, dass der Heilige Geist durch das Kalb zu ihnen sprechen würde, wie er durch die Propheten zu ihnen spricht.

### Koran
Der Koran erwähnt das Goldene Kalb an drei Stellen: (Sure 2:51–56 ); (Sure 7:148–152 ); (Sure 20:83–98 ). Im Unterschied zur Bibel wird dabei behauptet, dass das Goldene Kalb einen Leib hatte, der muhte (Sure 7,148; 20,88). In Sure 7 macht Moses Aaron für die Anfertigung des Kalbes verantwortlich, der sich damit entschuldigt, dass das Volk ihn sonst getötet hätte. Nur in Sure 20 erscheint als eigentlicher Verführer der Israeliten und Verfertiger des Kalbes eine in der Bibel nicht erwähnte Figur namens Samiri, der am Ende von Moses aus dem Volk verstoßen wird. Nach Josef Horovitz ist sein Name von dem in Hosea 8,5–6  erwähnten „Stier Samarias“ abgeleitet, während Heinrich Speyer an eine Verwechslung mit 4. Mose 25,14  denkt, wo ein Simri, Sohn des Salu, getötet wird, weil er eine intime Beziehung mit einer Baal verehrenden Midianiterin eingegangen war. In der Septuaginta heißt dieser Simri zambr(e)i, auf Syrisch zamri, was dem Namen Samiri noch näher kommt.

### Redensart
Vom Bild des Goldenen Kalbes leitet sich die Redensart ab vom Tanz um das Goldene Kalb, als Sinnbild für eine Verehrung von Reichtum und Macht. Vielfach dient es in der darstellenden Kunst bis zur politischen Kultur der Gegenwart als Symbol für einen kritikwürdigen ethischen und moralischen Verfall.